# St. Johannes Baptist und Johannes Evangelist (Edelstetten)

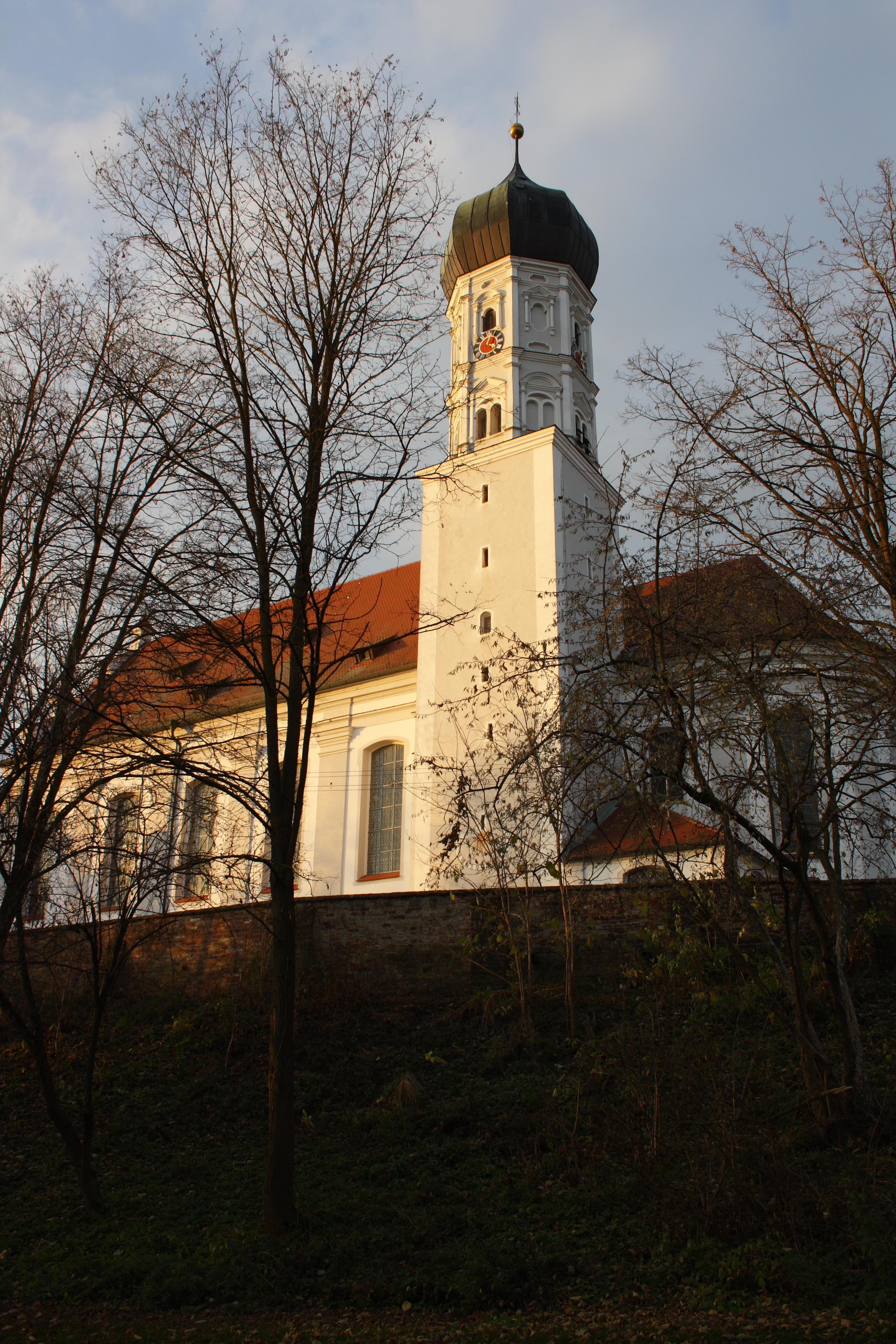
Pfarrkirche St. Johannes Baptist und Johannes Evangelist

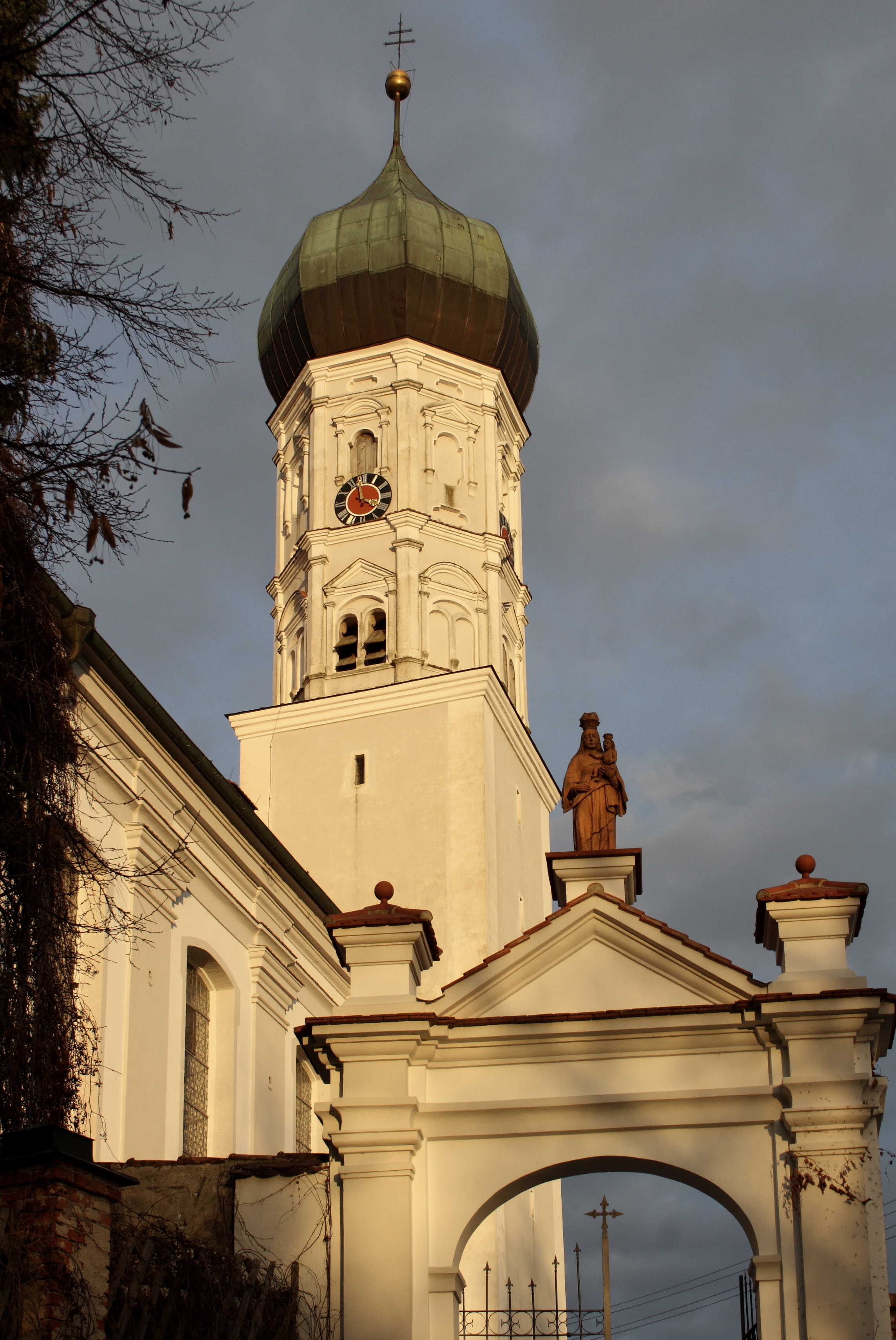
Friedhofsportal und Zwiebelturm

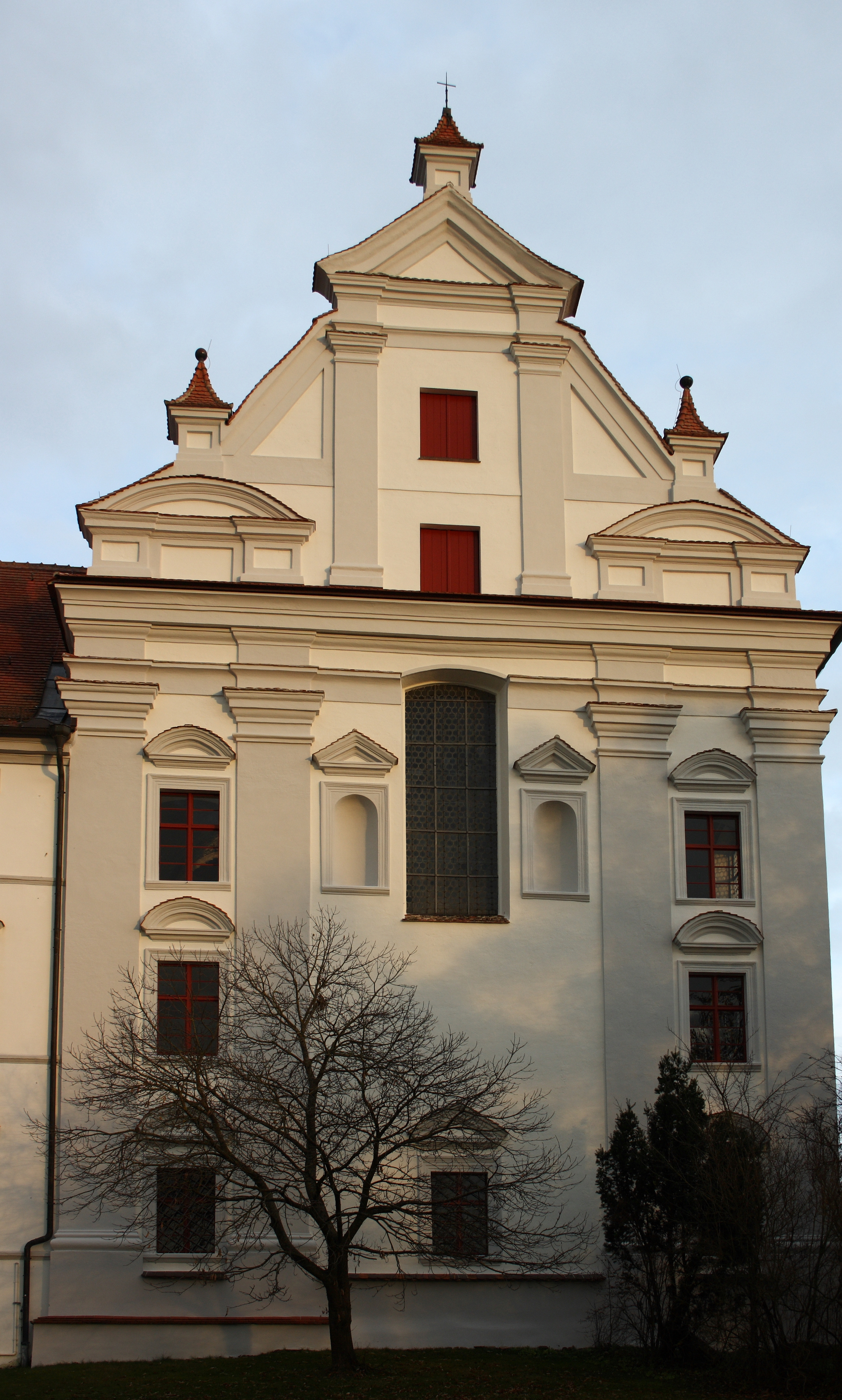
Westfassade

Die römisch-katholische Pfarrkirche St. Johannes Baptist und Johannes Evangelist in Edelstetten, einem Ortsteil der Gemeinde Neuburg an der Kammel im Landkreis Günzburg im bayerischen Regierungsbezirk Schwaben, wurde zu Beginn des 18. Jahrhunderts an der Stelle mittelalterlicher Vorgängerbauten als Stiftskirche eines adeligen Damenstiftes errichtet. Die Kirche ist reich mit Stuck und Fresken ausgestattet. Die Altäre wurden von dem Bildhauer Johann Michael Fischer geschaffen. Das Gebäude gehört zu den geschützten Baudenkmälern in Bayern.

## Geschichte
Es wird vermutet, dass bereits vor der Gründung des Augustinerchorfrauenstiftes in der ersten Hälfte des 12. Jahrhunderts in Edelstetten eine Pfarrei bestand. Jedenfalls wurde die Stiftskirche seit ihrem Bestehen auch als Pfarrkirche genutzt. Von dem romanischen Vorgängerbau ist außer den zwei untersten Geschossen des Turmes nichts erhalten. Den Chroniken zufolge wurde unter der Äbtissin Guta von Gerenberg im 14. Jahrhundert, nach der Verwüstung der alten Kirche während der kriegerischen Auseinandersetzungen um die Königsherrschaft unter Ludwig dem Bayer, eine neue Kirche errichtet. Ein weiterer Neubau, der mit über zehn Altären ausgestattet war, erfolgte unter der Äbtissin Anna von Weisingen und wurde 1459 von Kardinal Peter von Schaumberg geweiht. Im Jahr 1525, während des Bauernkrieges, und in der Zeit des Dreißigjährigen Krieges erlitt die Kirche Schäden und musste wieder instand gesetzt werden. Zwischen 1700 und 1706 wurde unter der Leitung von Mang Kraemer der Turm erhöht. Im Jahr 1709 begann man mit dem Abbruch der alten Kirche. Noch im gleichen Jahr legte der Abt des Klosters Ursberg, Joseph II. Hoeld, den Grundstein für die heutige Kirche. Der Neubau wurde von Simpert Kraemer, dem Sohn von Mang Kraemer, nach einem Entwurf von Christoph Vogt ausgeführt. 1712 erfolgte die Weihe der neuen Kirche durch Weihbischof Johann Kasimir Röls. Aus der alten Kirche wurden das gotische Taufbecken, das barocke Chorgestühl und das von Daniel Dietrich um 1670 geschnitzte Emporengitter übernommen.

## Architektur

### Außenbau

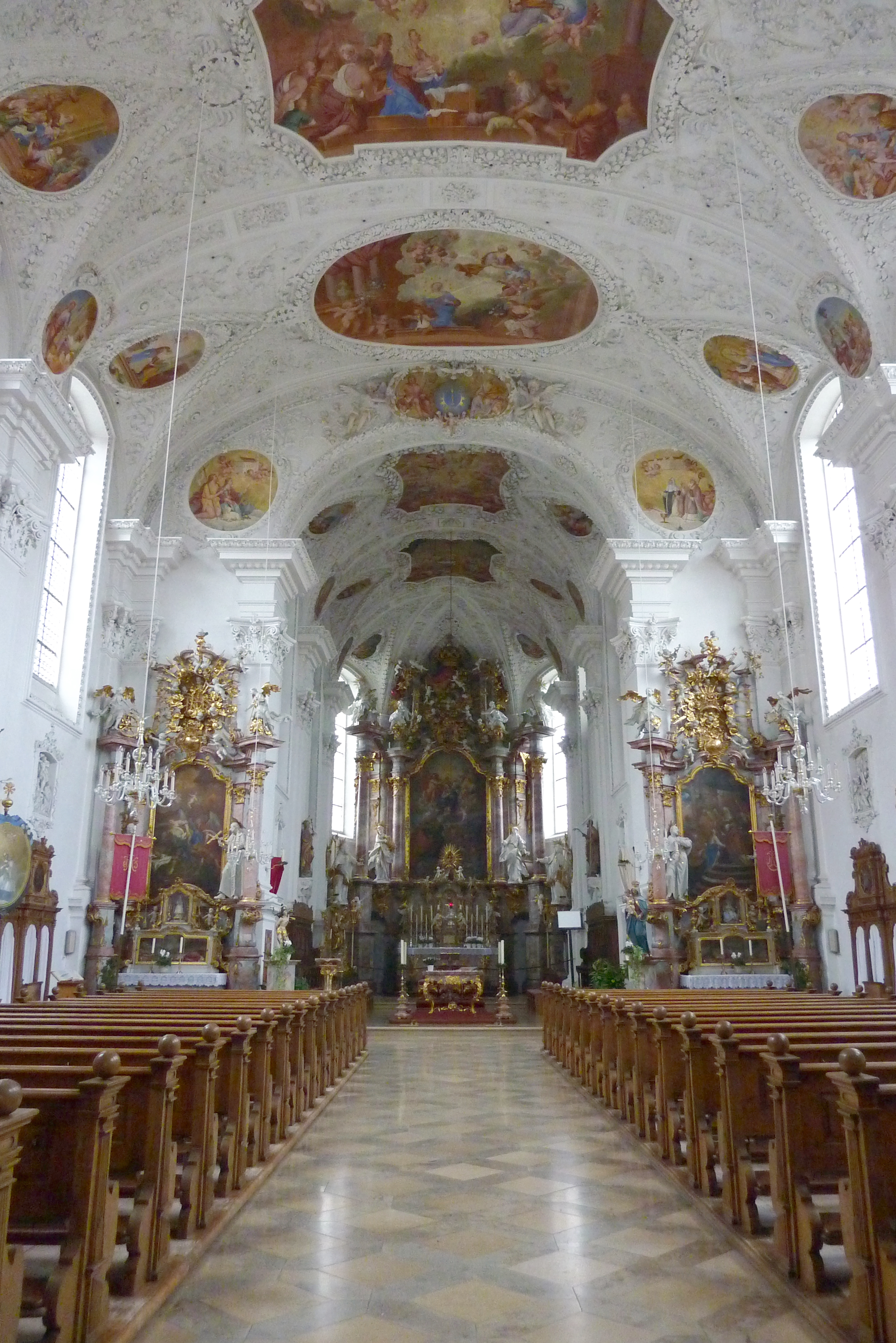
Innenraum mit Blick zum Chor

Die Kirche bildet den Südflügel der ehemaligen Stiftsgebäude. Die monumentale Westfassade ist durch breite Pilaster in drei Achsen gegliedert und wird von einem mächtigen Giebel bekrönt. In der Mitte durchbricht ein großes Fenster die Fassade, seitlich sind Nischen mit Dreiecksgiebeln und kleinere Fenster mit Segmentgiebeln angeordnet. Auf beiden Seiten sind Segmentgiebel mit kleinen Türmen vorgeblendet, die Mitte nimmt eine Ädikula mit Dreiecksgiebel und einem aufgesetzten kleinen Turm ein. Der Eingang befindet sich an der ebenfalls von Wandpfeilern gegliederten Südseite. Das Vorzeichen mit einer von Pilastern getragenen Korbbogenarkade wurde in der zweiten Hälfte des 18. Jahrhunderts angebaut.
Im südlichen Chorwinkel erhebt sich der Turm mit seiner kupfergedeckten Zwiebelhaube. Die beiden untersten Geschosse sind aus großen Tuffsteinquadern gemauert und stammen aus dem 12. Jahrhundert. Die zwei darüber liegenden Geschosse werden in das 13./14. Jahrhundert datiert. Die drei Obergeschosse aus Ziegel entstanden in der Mitte des 15. Jahrhunderts. Der zweigeschossige oktogonale Aufbau wurde 1706 fertiggestellt. Er ist mit Eckpilastern besetzt und wird von Blendfeldern, gekoppelten Klangarkaden und geohrten Fenstern durchbrochen, die abwechselnd von Dreiecks- und Segmentgiebeln bekrönt werden.

### Innenraum
Die Kirche ist ein 45 Meter langer, mit einer Stichkappentonne gedeckter Saalbau. Die fünf Joche des Langhauses werden von korinthischen Pilastern mit hohen Sockeln und weit ausladenden Gebälkstücken gegliedert. Im Osten öffnet sich der runde Chorbogen zum eingezogenen, zweijochigen Chor, der ebenfalls von einem Tonnengewölbe mit Stichkappen gedeckt ist. Den westlichen Abschluss bildet eine Empore mit seitlichen Oratorien. Die Brüstung des weit in das Langhaus ragenden Mittelteils, des ehemaligen Chores der Stiftsdamen, liegt auf einem reich stuckierten Sockel und wird von einem holzgeschnitzten Gitter in Ohrmuschelform bekrönt. An der Brüstung wurden 1712 die Messingwappen der damaligen acht Stiftsdamen und der Äbtissin Maria Carolina von Westernach angebracht. Eine Kartusche mit Inschrift erinnert an den Kirchenbau in den Jahren 1709 bis 1712.

## Stuck

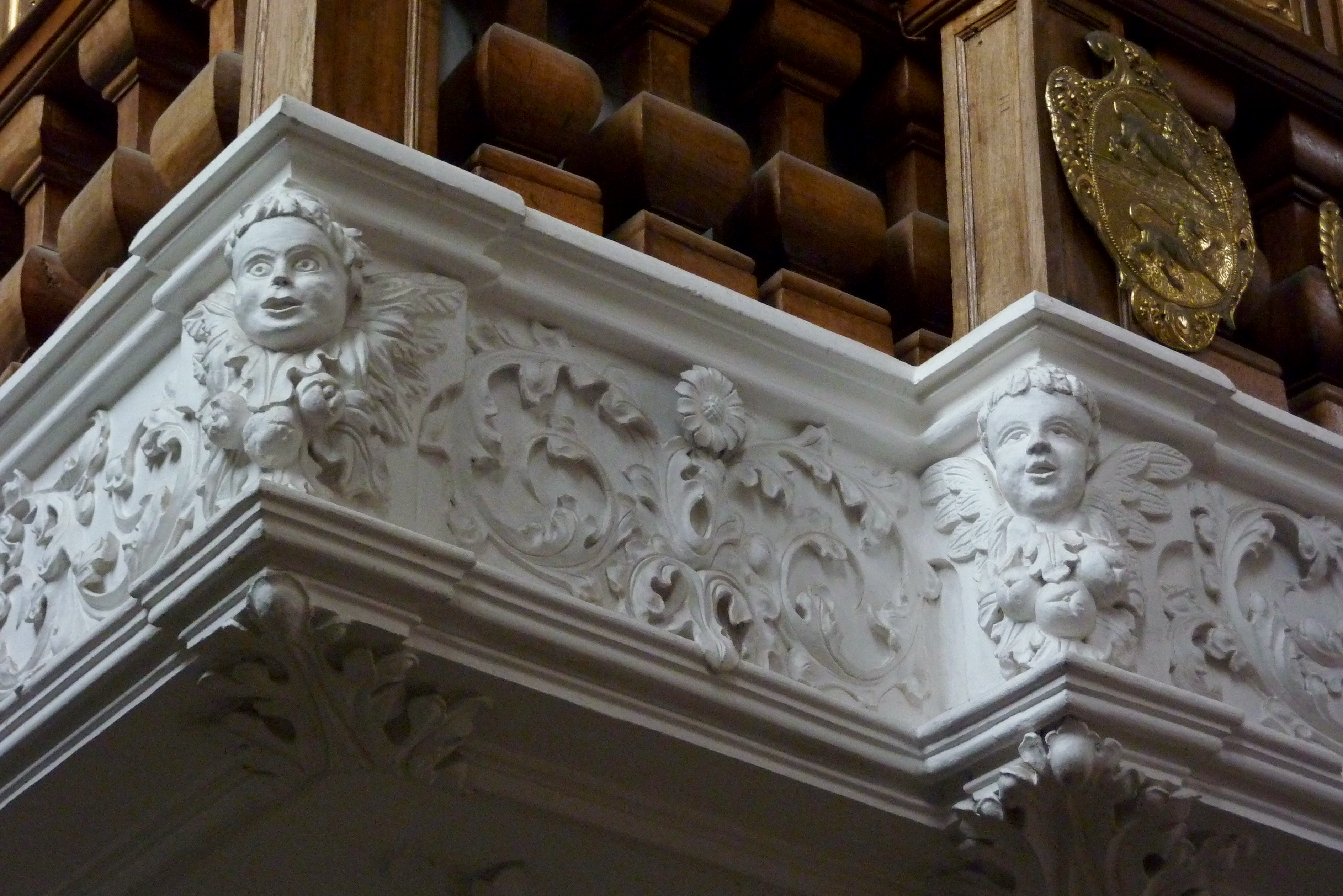
Stuckdekor am Emporensockel

Der Stuckdekor wurde 1710/11 im Stil der Wessobrunner Schule von Simpert Kraemer ausgeführt. Weißer Stuck überzieht die Decke, die Fensterumrahmungen und den Chorbogen. Die Freskenfelder werden von kräftigen Blüten- und Blattkränzen eingefasst. An der Westwand rahmen Putten die Stuckkartuschen mit den gemalten Wappen der Äbtissin Maria Carolina von Westernach und der acht Chorfrauen, die zur Zeit des Kirchenneubaus im Stift lebten. Der Sockel der Emporenbrüstung ist mit Engelsköpfen, Muscheln und Akanthus verziert.

## Deckenbilder
Die Fresken wurden 1710/11 von Johann Arbogast Thalheimer (um 1664–1746) ausgeführt. Im Langhaus gibt es in jedem der fünf Joche ein großes Mittelbild und zwei Ovalbilder in den Stichkappen. Das zentrale Bild des östlichen Joches ist Mariä Verkündigung gewidmet, die seitlichen Bilder stellen Mariä Heimsuchung und die Verlobung Marias dar. Im nächsten Joch folgt in der Mitte die Geburt Christi mit der Anbetung der Hirten und seitlich die Anbetung der Heiligen Drei Könige und die Beschneidung. Im dritten Joch ist die Heilige Dreifaltigkeit dargestellt, darunter die Stiftspatrone Mechtild von Dießen, die von 1153 bis 1160 Äbtissin von Edelstetten war, und der heilige Augustinus, der Verfasser der Augustinusregel. Daneben sind die Kirchenpatrone Johannes der Täufer und Johannes der Evangelist vertreten. Die seitlichen Darstellungen haben die Pfingstszene und die Himmelfahrt Christi zum Thema. Die Szene der Darstellung im Tempel ist umgeben von der Flucht nach Ägypten und dem zwölfjährigen Jesus unter den Schriftgelehrten. Die Fresken des westlichen Joches stellen die Heilige Familie dar, seitlich die Taufe Jesu und seine Verklärung.
In den Medaillons über den Wandpfeilern sind Szenen des Alten und Neuen Testamentes sowie acht Seligpreisungen der Bergpredigt dargestellt.
Die beiden Ovalbilder am Chorbogen zeigen links die Kirchenpatrone Johannes den Täufer und Johannes den Evangelisten mit einem Modell der Kirche und rechts die Äbtissin Mechthild von Dießen und den heiligen Augustinus mit einem Modell der Stiftsgebäude. Die Fresken im Chor haben die Sieben Zufluchten und den Opfertod Jesu zum Thema.

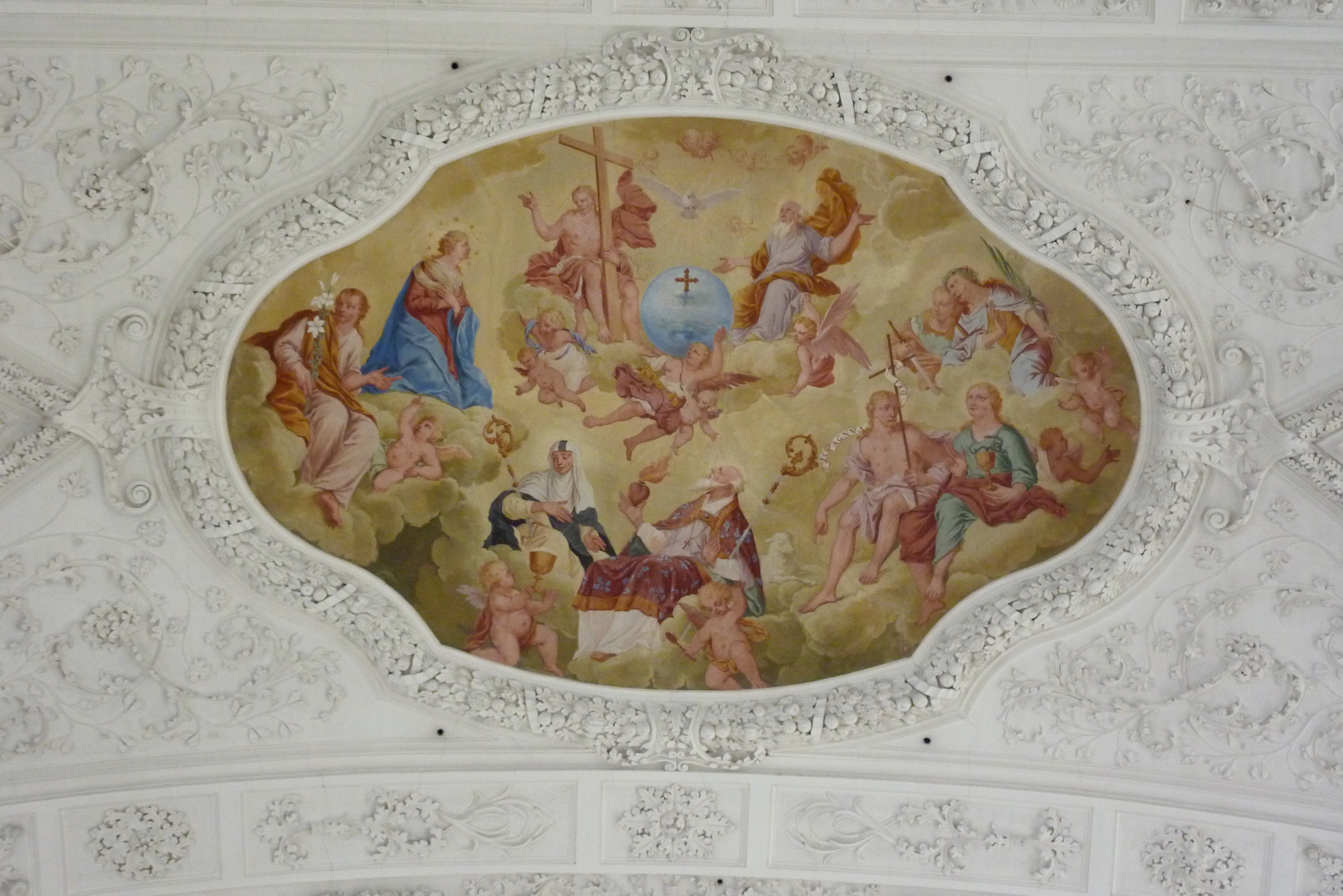
Deckenfresko mit der Darstellung der Dreifaltigkeit und der Kirchen- und Stiftspatrone
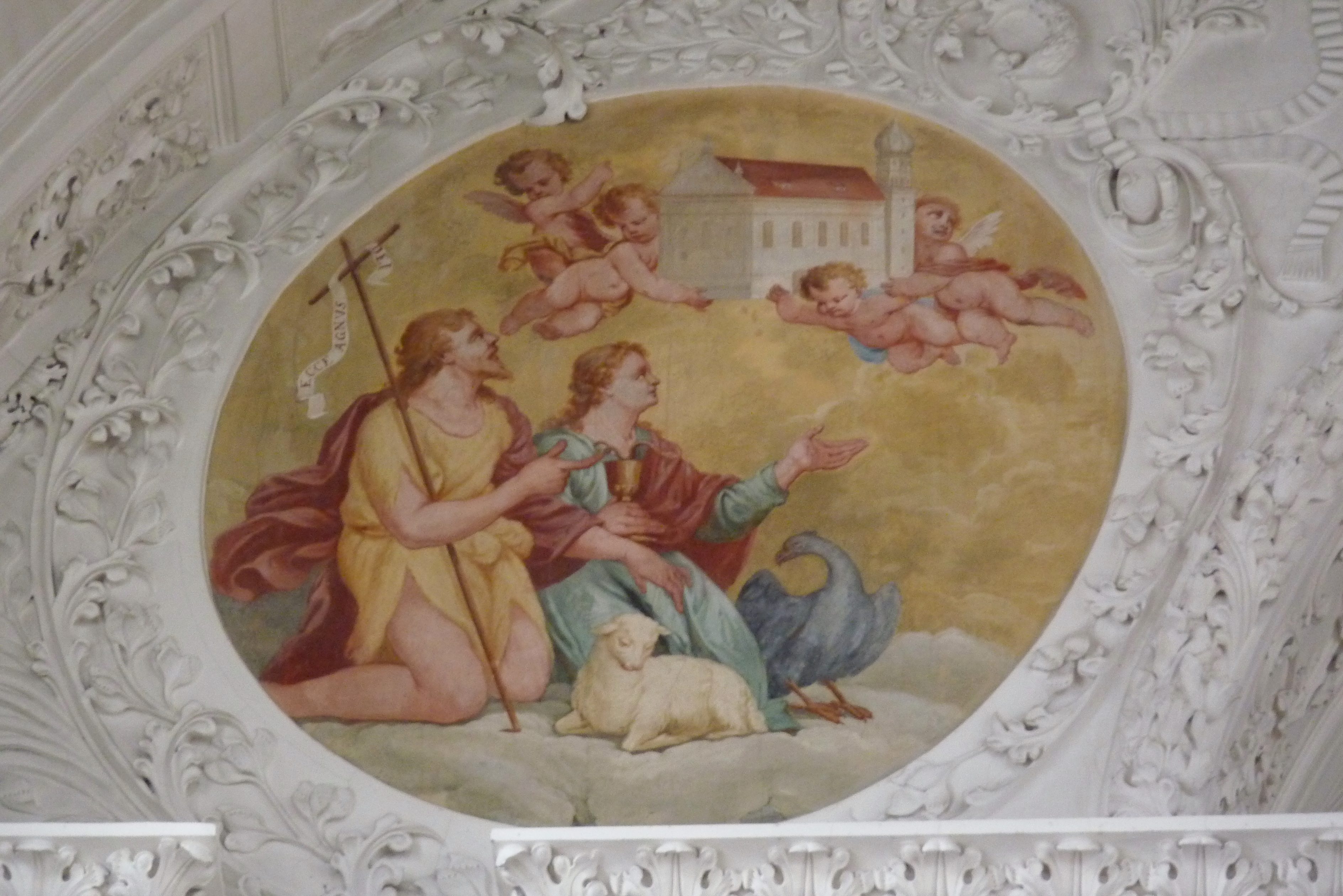
Deckenfresko mit der Darstellung der Kirchenpatrone und einem Modell der Kirche

## Ausstattung

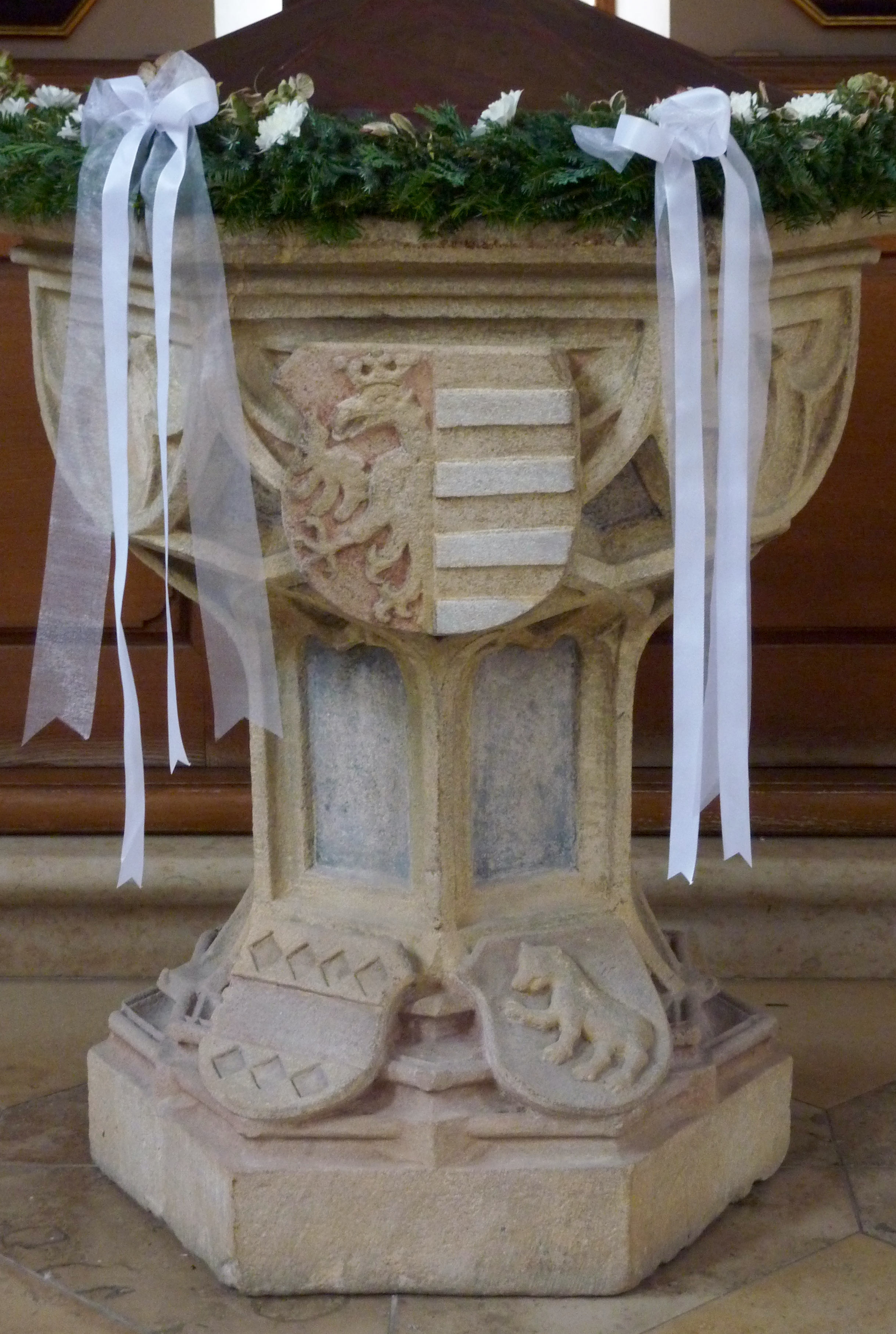
Taufbecken, um 1500

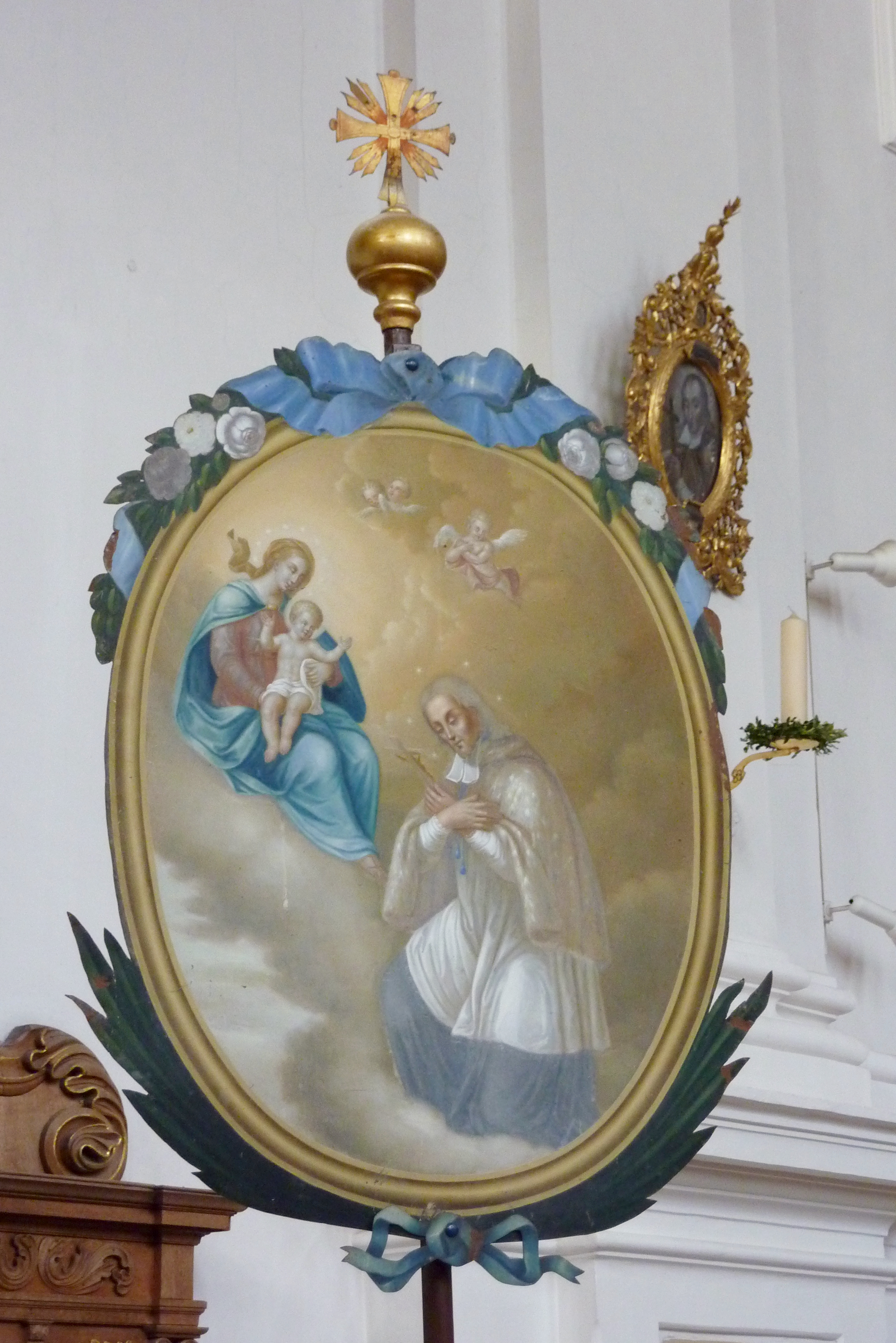
Bruderschaftstafel

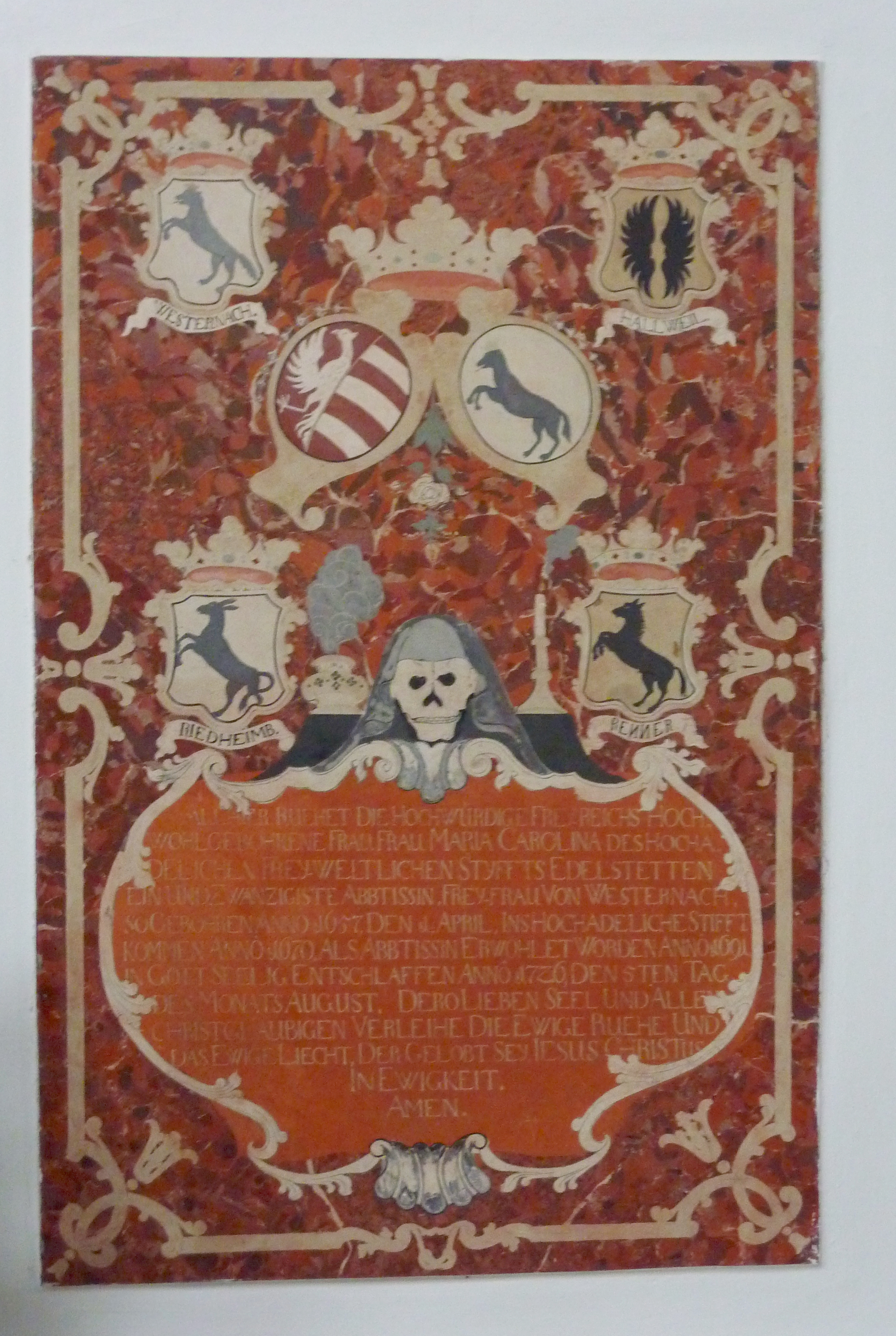
Grabplatte für die Äbtissin Maria Carolina von Westernach

- Das spätgotische Taufbecken aus Sandstein wird um 1500 datiert und ist mit dem Wappen der Stifter, der Herren von Schwabegg, und zwei kleineren Wappen verziert.
- Der Hochaltar, zwischen 1765 und 1767 von Johann Michael Fischer geschaffen, wird flankiert von den lebensgroßen, weißgold gefassten Holzfiguren der beiden Kirchenpatrone Johannes der Täufer und Johannes der Evangelist und der beiden Stiftspatrone Mechthild und Augustinus. Das Altarbild mit der Darstellung der Himmelfahrt Marias wurde von dem Vorgängeraltar übernommen und trägt die Signatur von Johann Christoph Storer und die Jahreszahl 1660.
- Auch die beiden Seitenaltäre, ebenfalls von Johann Michael Fischer geschaffen, besitzen Altarbilder von Johann Christoph Storer. Auf den Altären stehen die Reliquienschreine von Märtyrern, deren Gebeine im 17. und 18. Jahrhundert aus Rom überführt wurden. Die Skulpturen des nördlichen Seitenaltars stellen Johannes Nepomuk und Karl Borromäus dar; der südliche Altar ist umgeben von den Schnitzfiguren des Apostels Jakobus des Älteren und des heiligen Aloisius.
- Die Bruderschaftsstangen der Dreifaltigkeits- und der Nepomuk-Bruderschaft stammen aus der ersten Hälfte des 19. Jahrhunderts. Auf einer Bruderschaftstafel ist die Dreifaltigkeit, auf einer anderen sind Maria und Johannes Nepomuk dargestellt.
- Die Kanzel wurde 1728 von einem nicht bekannten Meister angefertigt. Sie trägt das Wappen der Äbtissin Anna Franziska von Bubenhofen. Am Kanzelkorb stehen die Skulpturen der Apostel Petrus (?) und Paulus und Johannes der Täufer. Der von Engelsputten getragene Schalldeckel ist mit den Figuren der Evangelisten besetzt und wird von einem Strahlenkranz mit dem Auge Gottes bekrönt.
- Die Barockkrippe (um 1750/60)[4] wird  in Räumen des Klosters ausgestellt (siehe dort).

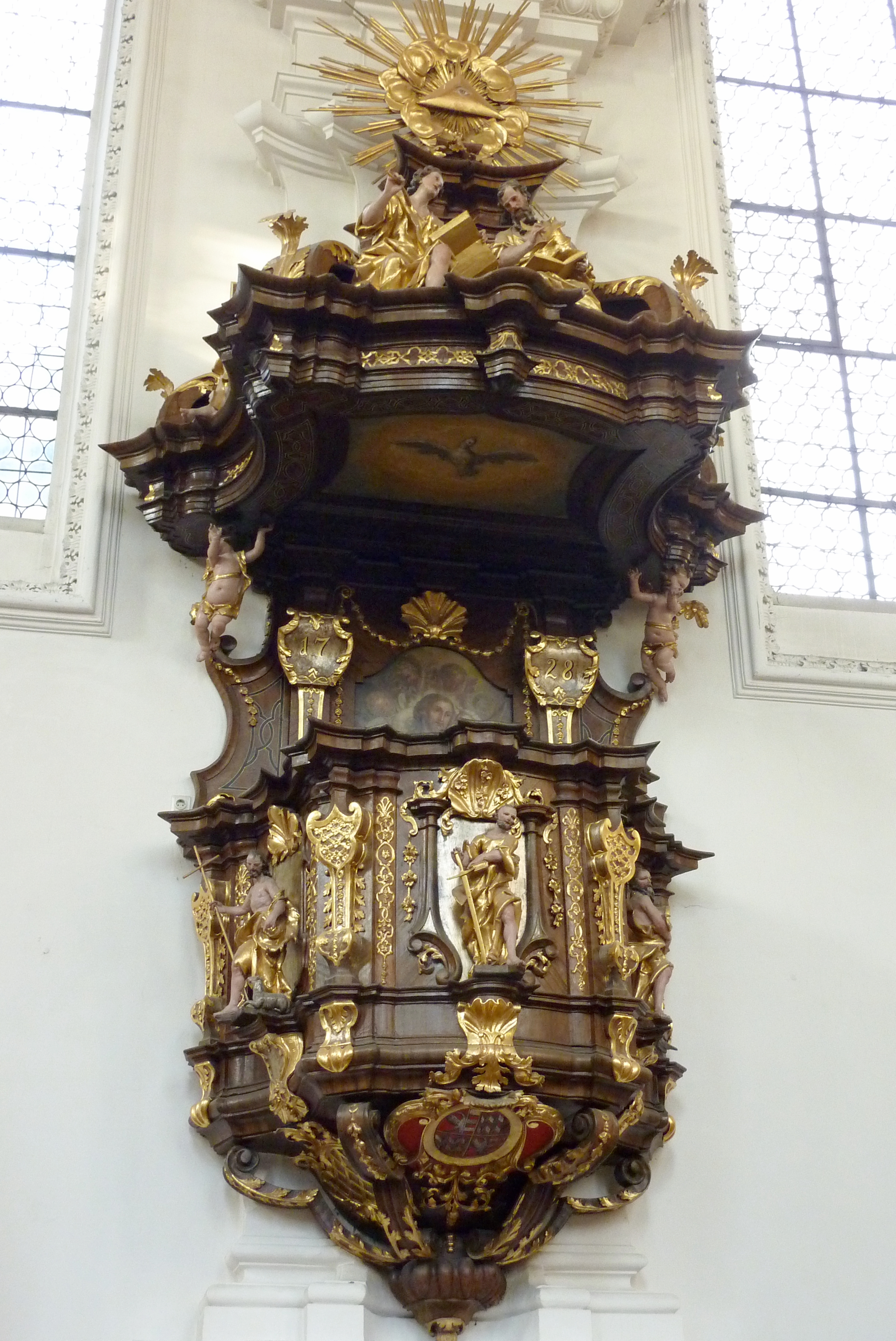
Kanzel von 1728
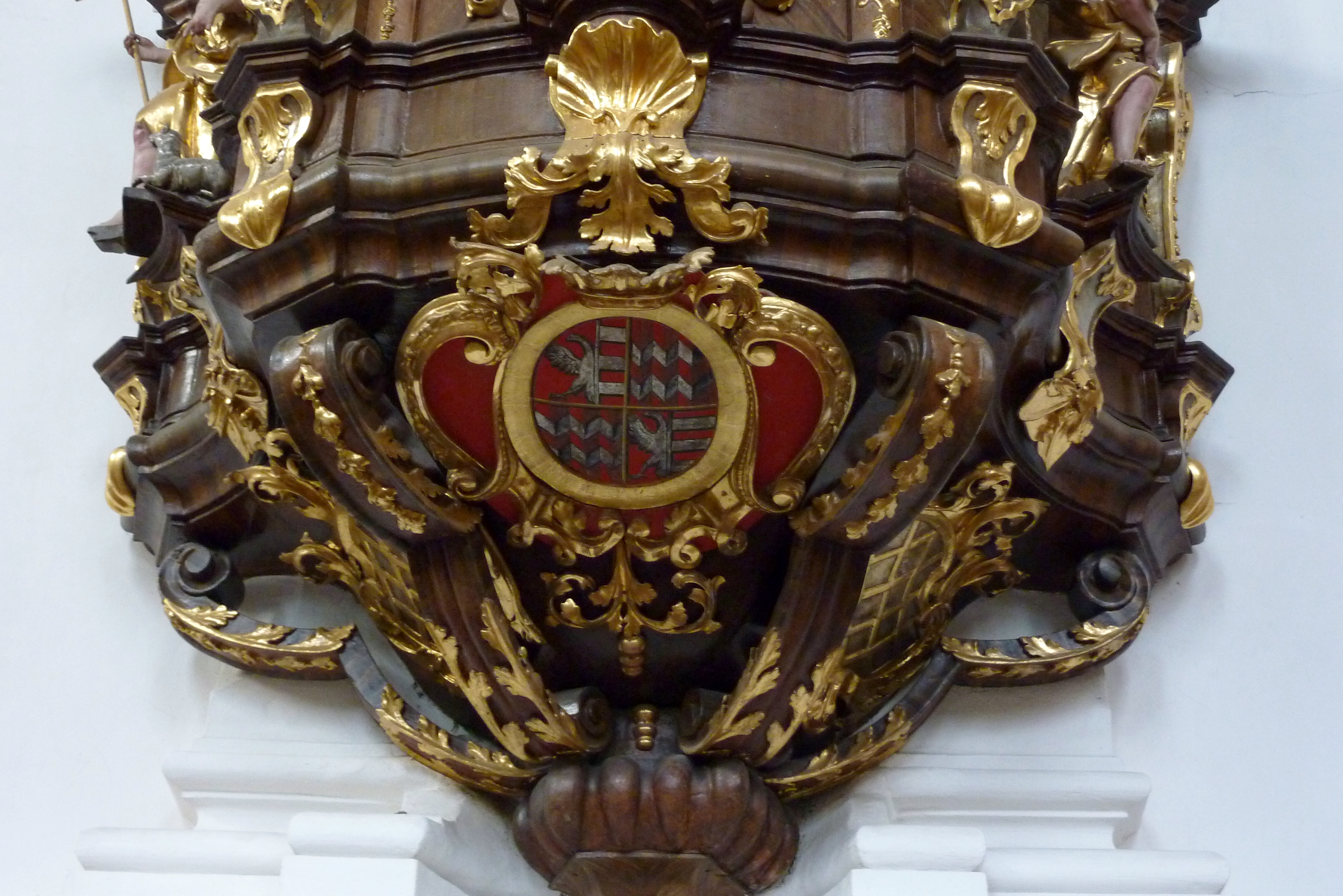
Wappen der Äbtissin Anna Franziska von Bubenhofen an der Kanzel
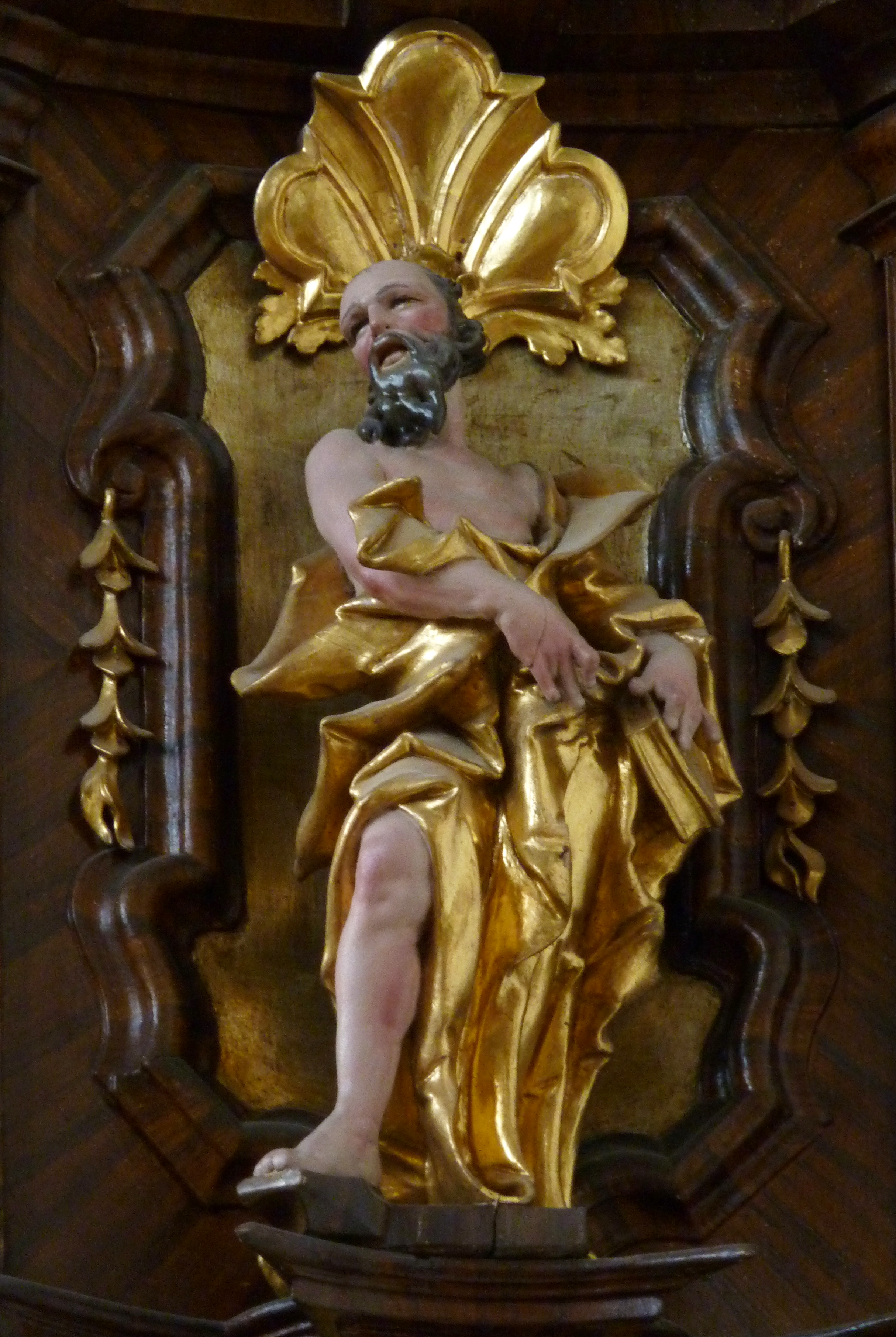
Apostel Petrus (?)
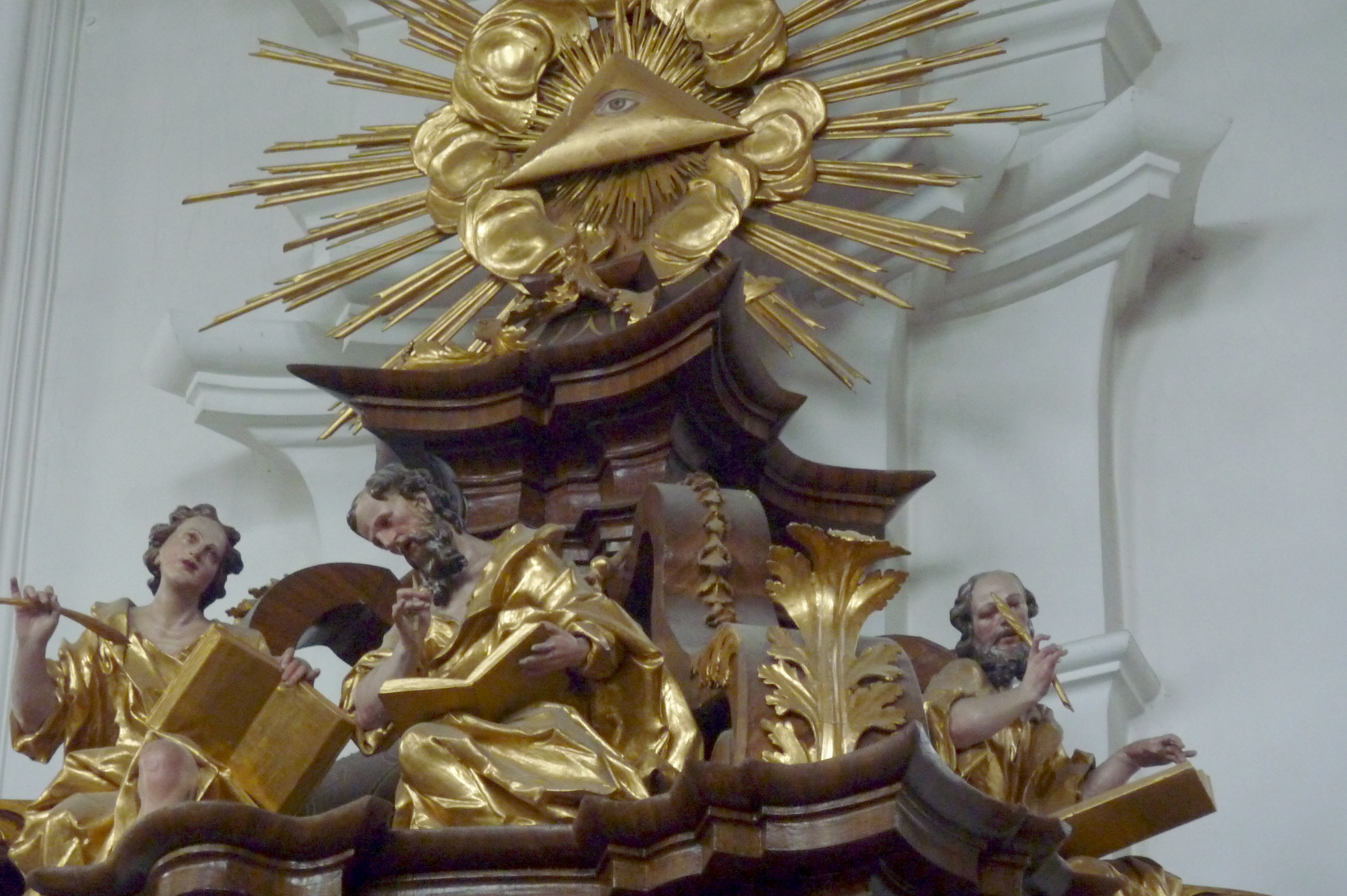
Schalldeckel

## Epitaphien

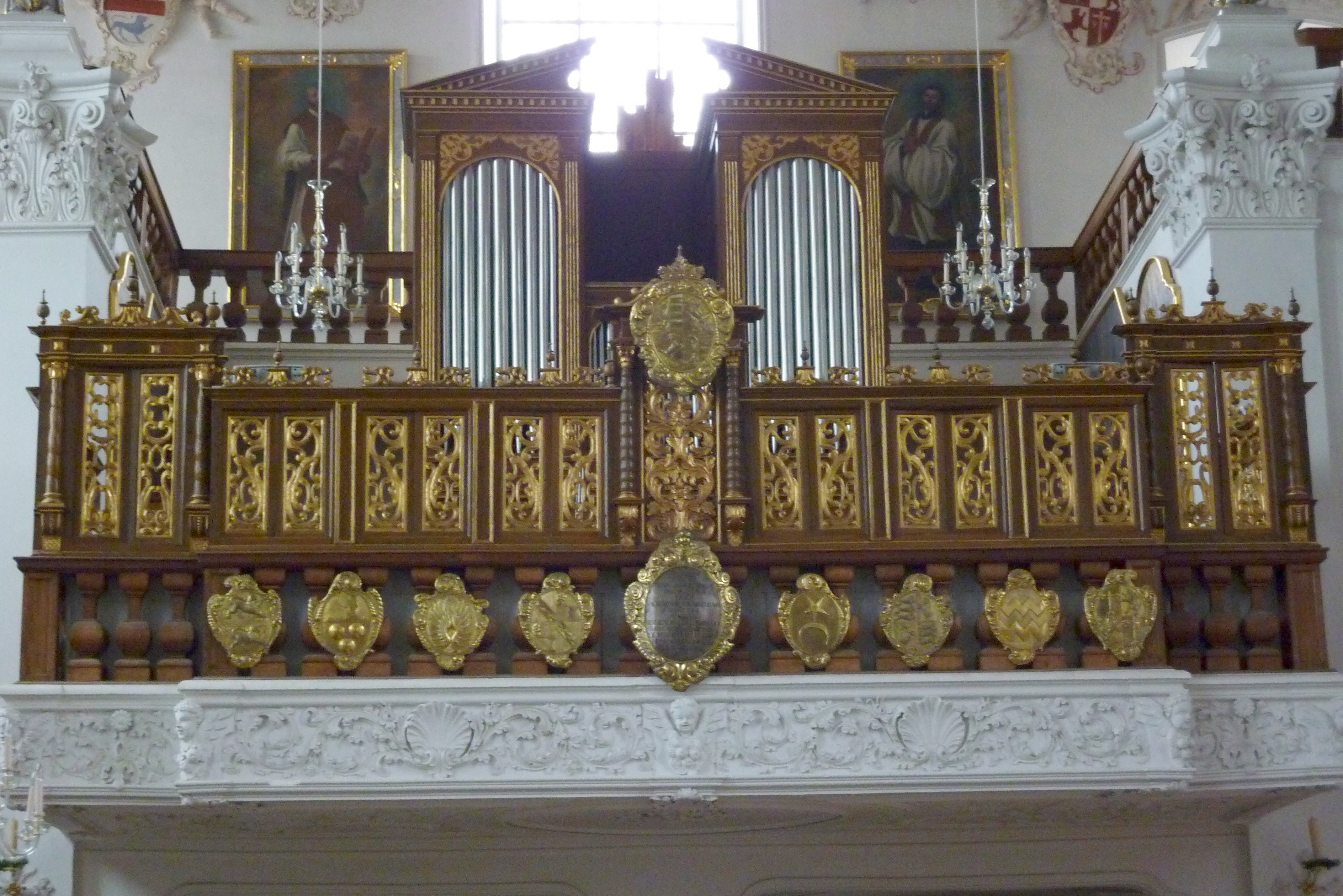
Empore mit Bohl-Orgel

Die Kirche besitzt zahlreiche Epitaphien von Äbtissinnen. Eine Sandsteingrabplatte im Chor erinnert an Katharina Franziska von Westernach († 1691). Das Grabmal von Maria Carolina von Westernach († 1726) am nördlichen Chorbogen ist eine Scagliola-Arbeit. 1854 wurden unter der Empore Grabmäler aus dem 16. und 17. Jahrhundert aufgestellt. Das Grabmal für Beatrix von Waldkirch († 1542) mit dem Relief der Verstorbenen wird Loy Hering zugeschrieben. Auch das Grabmal der Äbtissin Regina von Rohrbach († 1575) ist mit einem Relief der Toten und dem Stiftswappen verziert. Das Kalksteingrabmal für Sibilla von Landenberg († 1609) zeigt die Äbtissin unter einer Kreuztragungsszene.

## Orgel
Die Orgel auf der Empore ist vermutlich ein Werk des Augsburger Orgelbauers Joseph Anton Bohl (1801–1878) aus dem ersten Drittel des 19. Jahrhunderts.